# 波奇克·德奈什
波奇克·德奈什（匈牙利語：Pócsik Dénes，1940年3月9日—2004年11月20日），匈牙利男子水球运动员。他曾代表匈牙利参加1964年、1968年和1972年夏季奥林匹克运动会水球比赛，共获得一枚金牌、一枚银牌和一枚铜牌。